# اسکات مکلوویچ
اسکات مکلوویچ (انگلیسی: Scott Mechlowicz؛ زادهٔ ۱۷ ژانویهٔ ۱۹۸۱) یک هنرپیشه اهل ایالات متحده آمریکا است. وی از سال ۲۰۰۳ میلادی تاکنون مشغول فعالیت بوده‌است.

## فیلم‌ها
- جنگجوی صلح طلب
- گربه فراری
- گربه فراری ۲
- سفر به اروپا
- دکتر هاوس
- شیطانی
- انتظار برای همیشه